# Tom Davis
Thomas Davis (Ridgeway, Wisconsin, 3 de diciembre de 1938) es un entrenador de baloncesto estadounidense que ejerció en la NCAA.

## Trayectoria
- Millersville (1959–?)
- Portage H.S. (?–1967)
- Universidad de Maryland (1967–1971),  (ayudante)
- Universidad de Lafayette (1971–1977)
- Boston College (1977–1982)
- Universidad de Stanford  (1982–1986)
- Universidad de Iowa (1986–1999)
- Universidad de Drake (2003–2007)